# Omloop van het Hageland
La Omloop van het Hageland es una carrera ciclista femenina belga.
Se creó en 2005 y desde de 2011 forma parte del calendario internacional femenino de la UCI bajo la categoría 1.2. Desde 2016 pasó a ser una carrera de categoría 1.1. Se desarrolla por los alrededores de Tielt-Winge sobre un recorrido de 120 km. 

## Palmarés
| Año  | Ganador           | Segundo                | Tercero              |           |
| ---- | ----------------- | ---------------------- | -------------------- | --------- |
| 2005 | Ludivine Henrion  | Ilse Geldhof           | Anja Nobus           |           |
| 2006 | Ilse Geldhof      | Anja Nobus             | Karen Steurs         |           |
| 2007 | Louise Moriarty   | Yolandi Du Toit        | Lieve Koninkx        |           |
| 2008 | Liesbet de Vocht  | Birgit Söllner         | Ilse Geldhof         |           |
| 2009 | Andrea Bosman     | Martine Bras           | Mascha Pijnenborg    |           |
| 2010 | Emma Johansson    | Martine Bras           | Grace Verbeke        |           |
| 2011 | Emma Johansson    | Adrie Visser           | Sjoukje Dufoer       |           |
| 2012 | Lizzie Armitstead | Pauline Ferrand-Prévot | Elisa Longo Borghini |           |
| 2013 | Emily Collins     | Shelley Olds           | Emma Johansson       |           |
| 2014 | Lizzie Armitstead | Emma Johansson         | Audrey Cordon        |           |
| 2015 | Jolien D'Hoore    | Chantal Blaak          | Sara Mustonen        |           |
| 2016 | Marta Bastianelli | Leah Kirchmann         | Lotta Lepistö        |           |
| 2017 | Jolien D'Hoore    | Chloe Hosking          | Sarah Roy            |           |
| 2018 | Ellen van Dijk    | Chloe Hosking          | Jolien D'Hoore       |           |
| 2019 | Marta Bastianelli | Lotta Lepistö          | Leah Kirchmann       |           |
| 2020 | Lorena Wiebes     | Marta Bastianelli      | Emma Norsgaard       |           |
| 2021 | cancelada         | cancelada              | cancelada            | cancelada |
| 2022 | Marta Bastianelli | Emma Norsgaard         | Floortje Mackaij     |           |
| 2023 | Lorena Wiebes     | Marta Bastianelli      | Audrey Cordon-Ragot  |           |
| 2024 | Kristen Faulkner  | Mischa Bredewold       | Pfeiffer Georgi      |           |
| 2025 | Femke Gerritse    | Lara Gillespie         | Susanne Andersen     |           |

## Palmarés por países
| País           | Victorias |
| -------------- | --------- |
| Bélgica        | 5         |
| Países Bajos   | 5         |
| Italia         | 3         |
| Suecia         | 2         |
| Reino Unido    | 2         |
| Irlanda        | 1         |
| Nueva Zelanda  | 1         |
| Estados Unidos | 1         |